# Eucera vicina
Eucera vicina är en biart som först beskrevs av Morawitz 1876.  Eucera vicina ingår i släktet långhornsbin, och familjen långtungebin. Inga underarter finns listade i Catalogue of Life.